# La Junta, Guerrero
La Junta är en ort i Mexiko.   Den ligger i kommunen Guerrero och delstaten Chihuahua, i den nordvästra delen av landet, 1 300 km nordväst om huvudstaden Mexico City. La Junta ligger 2 097 meter över havet och antalet invånare är 8 770.
Terrängen runt La Junta är platt åt nordost, men åt sydväst är den kuperad. Runt La Junta är det mycket glesbefolkat, med 7 invånare per kvadratkilometer. La Junta är det största samhället i trakten. Trakten runt La Junta består till största delen av jordbruksmark.